# NGC 1125
NGC 1125 je galaksija u zviježđu Eridan.

## Vanjske poveznice
- SEDS: NGC 1125